# 彦坂村
彦坂村（ひこさかむら）は、かつて岐阜県稲葉郡に存在した村である。
現在の岐阜市彦坂、彦坂川北、彦坂川南などに該当する。
発足時は方県郡の村であったが、郡の合併により稲葉郡の村となっている。

## 歴史
- 1889年（明治22年）7月1日 - 町村制により彦坂村発足。
- 1897年（明治30年）4月1日[2] - 方県郡が分割され、稲葉郡、山県郡、本巣郡の一部になる。当村は稲葉郡の村となる。
- 1897年（明治30年）4月1日 - 安食村、岩利村、佐野村、石谷村と合併し、方県村が発足。同日彦坂村は廃止。